# 南丁格爾路
南丁格爾路（英語：Nightingale Road），是一條位於香港油麻地伊利沙伯醫院與伊利沙伯醫院普通科護士學校之間的道路，以英國護士弗羅倫斯·南丁格爾命名。

## 歷史
南丁格爾路早於1963年伊利沙伯醫院落成之時已經存在，但是一直沒有正式名稱，直至2008年10月10日，《香港政府憲報》刊載地政總署將三條位於伊利沙伯醫院院區的道路命名。當中，醫院平台連接迴旋處的道路命名為伊利沙伯醫院路，而鄰近的行人路命名為伊利沙伯醫院徑。此外，另一條無名道路，則命名為南丁格爾路。該次為1997年香港主權移交以後，第一次以外籍人士名稱作為香港道路名稱。